# Schwedische Badmintonmeisterschaft 1964
Die Schwedische Badmintonmeisterschaft 1964 fand in Eskilstuna statt. Es war die 28. Austragung der nationalen Titelkämpfe im Badminton in Schweden.

## Titelträger
| Disziplin    | Sieger                                         |
| ------------ | ---------------------------------------------- |
| Herreneinzel | Kurt Johnsson Hisingen                         |
| Dameneinzel  | Eva Pettersson Ystads BK                       |
| Herrendoppel | Berndt Dahlberg Bertil Glans SBK Halmstads BMK |
| Damendoppel  | Gunilla Dahlström Eva Pettersson AIK Ystads BK |
| Mixed        | Willy Lund Eva Pettersson MAI Ystads BK        |